# 才湾站
才湾站位于中国广西壮族自治区桂林市全州县才湾镇，为湘桂铁路车站，距离衡阳站248千米，距离凭祥站765千米。该站建于1938年，现为四等站，已不办理客运业务。。